# Simo Puupponen
Aapeli, Simo Puupponen; (23 d'octubre de 1915 Kuopio – 11 d'octubre de 1967 Hèlsinki), va ser un escriptor i periodista finlandès. La seva activitat creativa sota el pseudònim d'Aapeli és de moltes parts: des de breus històries sarcàstiques fins a novel·les històriques, des de novel·les filosòfiques a llibres infantils. Va treballar en els diaris Pohjois-Savo i Savon Sanomat.
Fins i tot durant la seva vida, l'obra de Puupponen era coneguda a Finlàndia, va rebre prestigiosos premis literaris, inclòs el Premi Eino Leino i el premi literari estatal (tots dos el 1959). Es va projectar una part de la seva obra i l'adaptació cinematogràfica finlandesa de "Pikku Pietarin piha" de 1961 amb veu en off va ser llegida per l'autor del llibre.

## Obres
Novel·les
- Siunattu hulluus (1948)
- Meidän Herramme muurahaisia: Kavalkadi pienestä kaupungista (1954)
- Koko kaupungin Vinski (1954)
- Vinski ja Vinsentti (1956)
- Pikku Pietarin piha (1958)
- Alvari kananvahti (1961)
- Pekko, runoilijan poika (1965)

Novel·les, contes
- Mörkki monologi (1946)
- Onnen pipanoita: Eli viisikymmentä juttua elämän aurinkoiselta puolelta (1947)
- Pajupilli: Pakinoita (1950)
- Mutahäntä ja muita (1953)
- Sipuleita: Lapsellisia juttuja (1947)
- Onnipussi eli 110 pikkujuttua sieltä täältä (1957)
- Onko koira kotona?: Pakinoita (1960)
- Puuhevonen pakkasessa: Familiäärejä kertomuksia triviaaleista aiheista (1962)
- Timonen ja muita tuttavia (1963)
- Kissa, kissa, kissa: Pakinoita (1967)
- Körkki mörkki (2000)

Altres
- Hermanni Hulukkonen ja puolisonsa Eveliina (1968)
- Aapelin valitut ilot (1972)
- Aapelin valitut pakinat (1979)
- Aapelin lukemattomat (1986)
- Alapertin pitkä sota: Pakinoita sodan ajalta 1941—1944 (1986)